# Hexafluoroplatinato de xenón

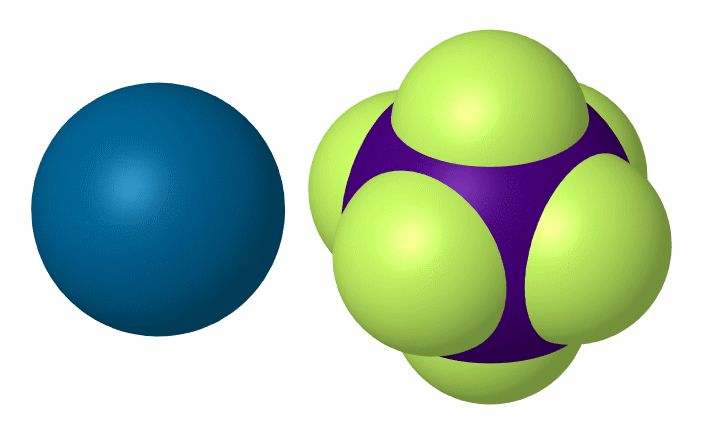
Hexafluoro de xenón 3D

El hexafluoroplatinato de xenón es un compuesto químico producido por reacción química entre hexafluoruro de platino y xenón, demostrando que la reactividad química de los gases nobles es baja pero no es nula. Este experimento fue realizado por Neil Bartlett en la Universidad de Columbia Británica, quien formuló el producto como "Xe+ (PtF6)-", si bien los trabajos posteriores sugieren que el producto de Bartlett fue probablemente una mezcla y en realidad no contenía esta sal específica.

## Preparación
El hexafluoroplatinato de xenón se prepara a partir de disoluciones gaseosas de xenón y de hexafluoruro de platino (PtF6) en hexafluoruro de azufre, SF6. Los reactivos se combinaron a 77 K y se calentaron lentamente, para permitir una reacción controlada.

## Estructura
La estructura del hexafluoroplatinato de xenón no es probable que sea Xe+ (PtF6)-. El problema principal con esta formulación es el ion "Xe+", que sería un radical y que tendería a dimerizarse, o enlazarse a un átomo de F para dar XeF+. Por lo tanto, Bartlett descubrió que el xenón sufre reacciones químicas, pero la naturaleza de su producto inicial color amarillo mostaza es compleja. Posteriores trabajos indican que el producto de Bartlett probablemente contenía [XeF+] [PtF6]-, [XeF+] [Pt2F11]- y [Xe2F3+][ PtF6-]. El "compuesto" es una sal, que consiste en un complejo octaédrico aniónico de fluoruro de platino y varios cationes xenón.
Se ha propuesto que el fluoruro de platino forma una red de polímeros cargada negativamente con cationes xenón o fluoruro de xenón en los insterticios. Una preparación de "XePtF6" en disolución de ácido fluorhídrico, HF, da lugar a un sólido que se ha caracterizado como una red de polímeros [PtF5-]n, asociados con XeF+. Este resultado es una evidencia de tal estructura polimérica para el hexafluoroplatinato de xenón.

## Historia
En 1962, Neil Bartlett descubrió que una mezcla de hexafluoruro de platino gaseoso y oxígeno formaba un sólido rojo. El compuesto sólido de color rojo resultó ser dioxigenil hexafluoroplatinato, O2+ [PtF6]-. Bartlett advirtió que la energía de ionización del O2 (1175 kJ·mol-1) estaba muy cerca de la energía de ionización de Xe (1170 kJ·mol-1). Luego pidió a sus colegas que le proporcionasen un poco de xenón "para que pudiera probar algunas reacciones", con lo cual estableció que de hecho el xenón reacciona con PtF6. Aunque, como se mencionó anteriormente, el producto fue probablemente una mezcla de varios compuestos diferentes, el trabajo de Bartlett fue la primera prueba de que se podían preparar compuestos a partir de un gas noble . Su descubrimiento demuestra que el hallazgo de nuevos métodos químicos a menudo conduce inicialmente a productos impuros. Desde la observación de Bartlett, muchos compuestos de xenón, de fórmula  bien definida, se han sintetizado como difluoruro de xenón, XeF2; tetrafluoruro de xenón, XeF4; y hexafluoruro de xenón, XeF6. 